# Radar Data Interchange Format
Das Radar Data Interchange Format (RDIF; deutsch Radardatenaustauschformat) ist ein Protokoll zum Austausch von Radardaten. Festgelegt ist der Standard von der Civil Aviation Authority (CAA, britische Luftfahrtbehörde) im Dokument „RDIF CAA Paper 87002 von 1991“. Das Datenformat beschreibt 64 verschiedene Nachrichten, von denen allerdings nur ein kleiner Teil tatsächlich zum Einsatz kommt. 
Als Datenformat ist RDIF mittlerweile vom europäischen Asterix-Protokoll weitgehend verdrängt worden. Allerdings sind bis heute vereinzelt Radarsysteme in Betrieb, die das RDIF Datenformat unterstützen, so zum Beispiel Watchman S Radare. 